# دشمن محبت
دشمن محبت (به هندی: Mohabbat Ke Dushman) فیلمی محصول سال ۱۹۸۸ و به کارگردانی پراکاش مهرا است. در این فیلم بازیگرانی همچون راج کومار، سانجی دات، هما مالینی، فرح، پونام دیلون، آمریش پوری، پران، اوم پراکاش، سورش اوبروی ایفای نقش کرده‌اند.